# オアシスパーク
オアシスパークは、河川環境楽園の岐阜県営公園のゾーンに付けられた名称。
岐阜県営都市公園の一つであり、正式名称は世界淡水魚園。

## 概要

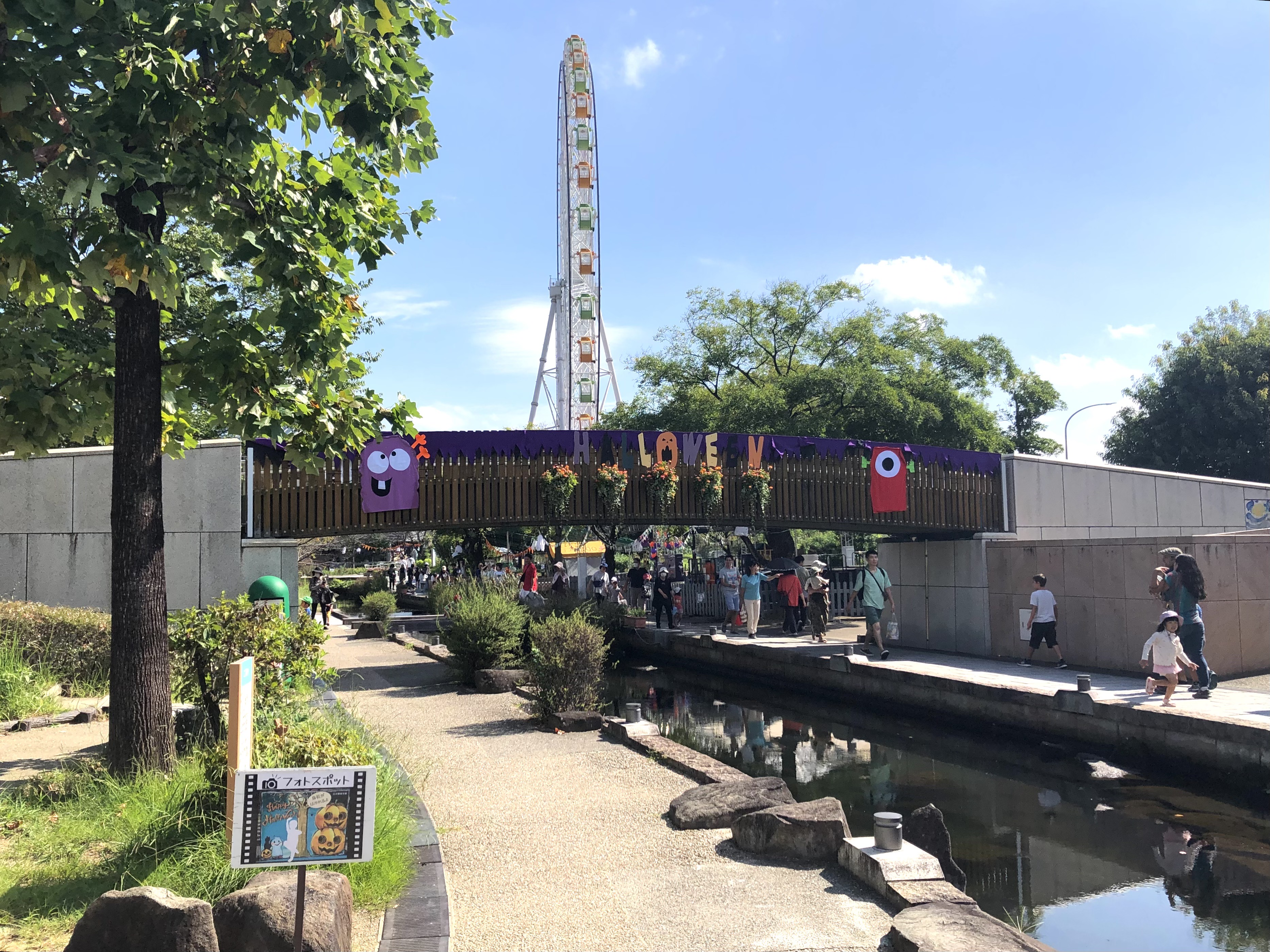
水路と観覧車

1999年（平成11年）7月17日開設。面積は約3.42ha。
岐阜県・岐阜市・各務原市・岐南町・笠松町の地方自治体と、中日本高速道路等の企業が出資する第三セクター、株式会社オアシスパーク（中日本高速道路の連結子会社）が運営する。
東海北陸自動車道の川島パーキングエリアに隣接しており、一般道からも高速道路からも無料で入園することができるようになっている。水辺と緑が豊富な園内では、BBQや水遊びを楽しむことができ岐阜のご当地グルメやお土産も充実している。開業当初はセガにより開発された（末期は西洋フード・コンパスグループによる運営）「水中探検レストラン『フィッシュ・オン・チップス』」が目玉施設の一つであったが、2015年（平成27年）のリニューアルの際に閉業。建物の一部はオアシスパークBBQキャンバスの事務所及び倉庫となっていたが、新施設（後にそよかぜテラス・ひだまりホールと命名）建設のため2022年（令和4年）に解体された。

## 主な施設
- オアシスホイール（大観覧車）
- フィールド謎解きアドベンチャー
  - 『清流の森のお宝探偵団』（2015.3.21 - 2019.3）
  - 『トレジャーストーン探偵団』（2019.4.13 - ）
- トレジャーストーン発掘隊
- カード迷路ぐるり森大冒険
- 水路

延長約290m。立木やビオトープなどがある。
- さかなの遊具
- 霧の遊び場
- せせらぎ広場
  - 土日祝日などに様々なイベント会場として使用されており、「移動展示動物園〜プチZOO〜」「おさかなふれあいランド」「逆バンジージャンプ体験」などが開催される。
- 水園広場
- にじいろ噴水
- ガラスドーム
- そよかぜテラス・ひだまりホール

2023年（令和5年）9月オープン。BBQキャンバスの事務所及び倉庫を兼ねる。
- わんぱくフィールド

2017年（平成29年）オープン。隣接する建物（旧・水中探検レストラン『フィッシュ・オン・チップス』）の解体及び新施設（そよかぜテラス・ひだまりホール）建設工事のため、2022年及び2023年の8月まで休業。工事終了に伴い2023年9月9日から再開。
- アクア・トトぎふ（水族館）
- わんだふ

犬専用の風呂。

### 過去に存在した施設
- セガワールドオアシスパーク（ゲームセンター）

## 飲食店
- かわしまファーマーズ

2023年（令和5年）3月17日オープン

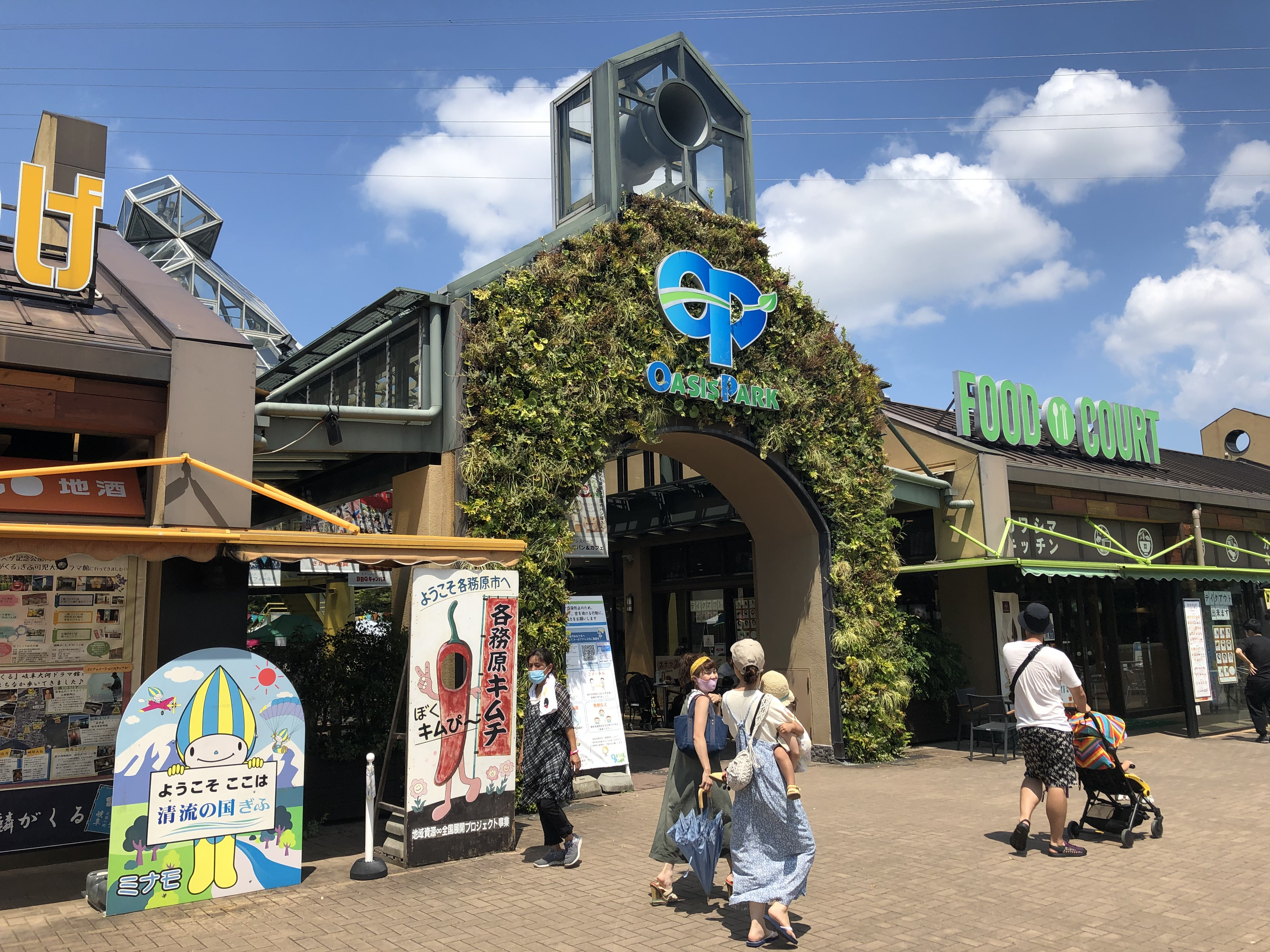
飲食店が入る建物

- 飛騨牛一頭家 馬喰一代（飛騨牛。テイクアウトショップ）

2014年（平成26年）3月1日オープン
- 〜ルクルール〜leCURŪRU（クレープ・ソフトクリーム等）

2023年（令和5年）3月17日オープン
- 福よし（ハンバーグ）

2024年（令和6年）3月15日オープン
- アロハ食堂（ハワイ風おにぎり、ドーナツ）

2024年（令和6年）3月15日オープン
- ミスターチキン（韓国唐揚げ）

2024年（令和6年）3月15日オープン（福よしに併設）
- オアシス屋台村（たこ焼き、焼きそば、串焼き、みたらし団子、五平餅、ラーメン、うどんなど）

2002年7月オープン。建物（屋台）は2棟（5店舗分）あるが、2025年現在は2店舗が営業。土日祝のみ営業（冬季休業）。
- オアシスパークBBQキャンバス

2016年（平成28年）3月19日オープン。春から秋の期間限定営業。2021年12月から冬季のみの期間限定で焚き火カフェが営業されている。
- 菓匠「将満 」オアシスパーク店（みたらし団子、大福等）

2022年（令和4年）11月16日オープン
2024年8月7日から12月1日まては期間限定で林檎堂（りんご飴等）が出店し、将満の大福等も一部販売。12月2日からは菓匠「将満 」に戻り、林檎堂を併設となっている。
- ブルーシールアイスクリームオアシスパーク店

2022年（令和4年）11月16日オープン
- SPADA〜Granita Giapponese〜（イタリア風かき氷、ピッツァ）

2024年4月20日オープン。土日祝、季節休み、長期休暇シーズンのみ営業。
- あちこち食堂

2020年9月12日開始。公園内にある屋外テーブルからスマートフォンを使って注文し、配達員がそのテーブルに食事を届けるサービス（デリバリーサービス）。食事の提供はオアシスパーク内の飲食店の一部が行う。
- キッチンカーエリア

### 過去に存在した飲食店
- 水中探検レストラン『フィッシュ・オン・チップス』

1999年（平成11年）開店、2015年（平成23年）閉店。
- カワシマキッチン

2014年（平成26年）開店、2023年（令和5年）閉店。
- アンティーク

2019年（令和元年）7月5日開店、2024年（令和6年）1月31日閉店。
- ねこねこ食パン

2019年（令和元年）7月10日開店、2024年（令和6年）1月31日閉店。
- ホームブレッドキッチンこむぎ

2002年（平成14年）開店、2015年（平成23年）閉店。
- あおぞらベーカリー

2015年（平成23年）開店、2019年（平成31年）閉店。
- ポケットカフェ

2004年（平成16年）開店、2023年（令和5年）閉店。
- スイートフルーツバスケット

2002年（平成14年）7月開店、2023年（令和5年）閉店。

## ショップ
- 岐阜おみやげ（岐阜県の特産品販売店）
- セブンイレブン川島ハイウェイオアシス下り店

2025年（令和7年）3月29日開店。

### 過去に存在したショップ
- ファミリーマート川島PA店

2014年（平成26年）3月1日開店。2025年（令和7年）1月20日閉店。

## 交通アクセス
河川環境楽園#交通アクセスを参照

## その他
会社としての「オアシスパーク」は、河川環境楽園内の施設以外にも、愛知県一宮市の大野極楽寺公園、名古屋市の庄内緑地公園、名古屋市農業センターなどにBBQ施設や飲食店を開業し、運営している。